# Hospital Álvaro Cunqueiro

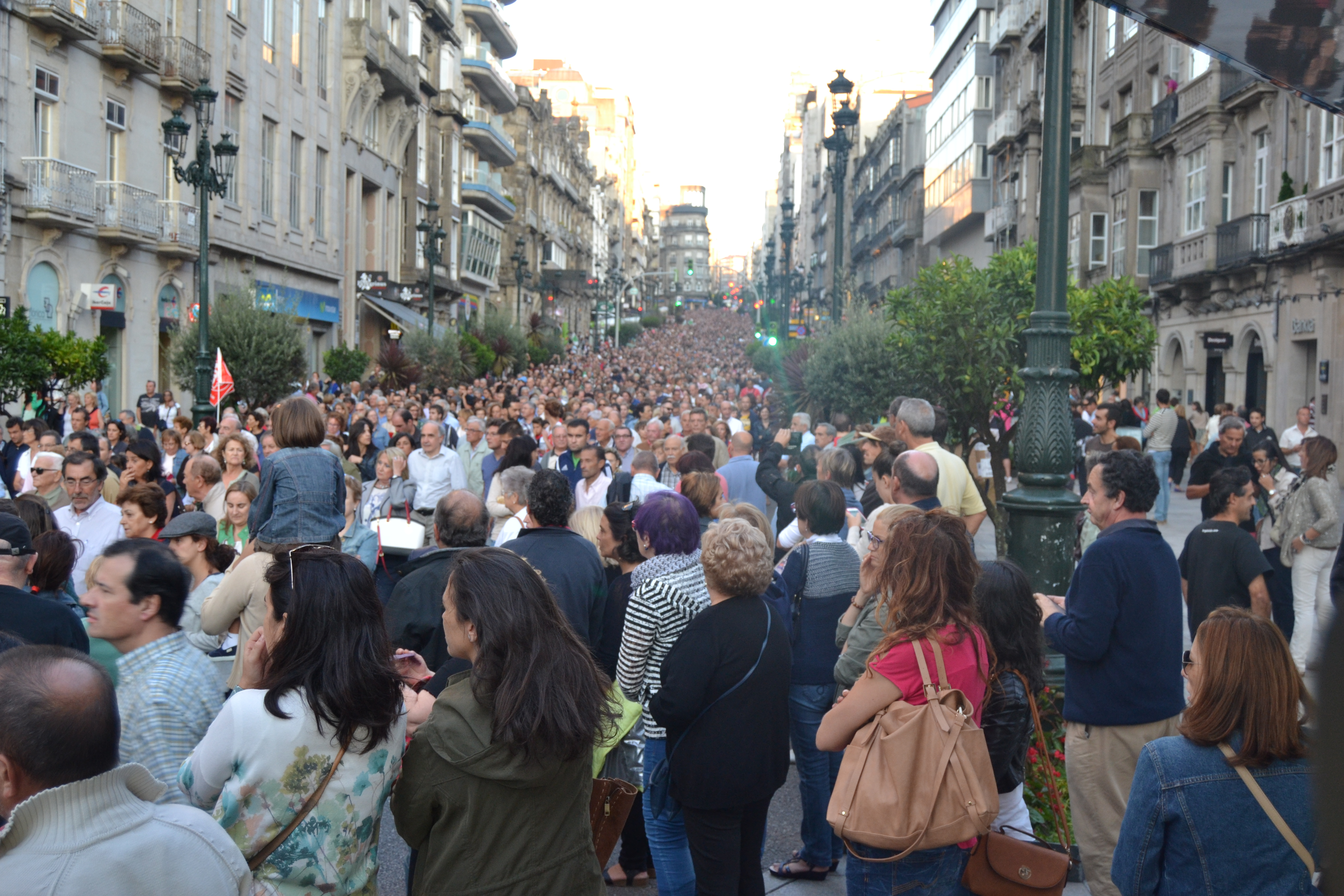
Manifestación en favor de la sanidad pública y contra las privatizaciónes en el Hospital Álvaro Cunqueiro. Septiembre de 2015.

El Hospital Álvaro Cunqueiro es un hospital perteneciente al Complejo Hospitalario Universitario de Vigo, inaugurado en el año 2015 y situado en la parroquia de Beade, cerca de la confluencia de las parroquias de Valladares y Matamá, destinado a atender un área sanitaria de 600 000 personas, la mayor de Galicia.

## Descripción
Edificio diseñado por el estudio francés Valode & Pistre en colaboración con el arquitecto español Luis Vidal y tiene certificación medio ambiental BREEAM. Entre otros galardones el hospital ha conseguido el Premio Internacional al Mejor Proyecto Sanitario del Futuro otorgado por la Academia Internacional de Diseño y Salud en Kuala Lumpur.

## Inauguración
El primer paciente, ambulatorio, fue atendido el 29 de junio de 2015. Los primeros ingresos se hicieron el 24 de agosto de ese mismo año.
Las sospechas de contaminación ambiental demoraron el proceso de puesta en funcionamiento, tanto por lo que respeta a las operaciones (la primera estaba programada para el 31 de agosto y no se realizó) como para el servicio de Urgencias (programada la apertura para el 3 de septiembre, que tampoco se produjo).
Durante los días de la inauguración se produjeron declaraciones de protesta y una manifestación el 3 de septiembre contra el proceso de apertura (200 000 manifestantes según los convocantes y policía local). Los manifestantes protestaban porque la inauguración no había aumentado en la práctica, el número de camas hospitalarias, el hospital no contaba con laboratorio propio y porque los servicios de restauración, limpieza o aparcamientos fueron contratos a empresas privadas. En esos días falleció una paciente hepática infectada por Aspergillus, si bien las fuentes del hospital señalaron que la infección se había producido antes de la hospitalización. Finalmente el servicio de urgencias abrió el día 24 de septiembre.

## Sobrecostes
En agosto de 2024 el Consejo de Cuentas de Galicia envió un informe al Tribunal de Cuentas en el que se señalaba directamente como culpable a Alberto Núñez Feijóo el que se cuestionaba la gestión del Gobierno de Núñez Feijóo por el sobrecoste de 470 millones de euros durante la construcción del hospital.

## Transporte urbano
Líneas de Vitrasa en días laborables.
H1 García Barbón → Policarpo Sanz → Pi i Margall → Pza. América → Castrelos →
H2 Gregorio Espino, 79 → Trav. de Vigo → Pizarro → Pza. España → Gran Vía → Pza. América → Castrelos →
H Navia → Bouzas → C. Veiga → Tomás La. Alonso → r/ Coruña → Avda. Fragoso → Balaídos → Castrelos →
L6 Pza. España → Trav. de Vigo → Martínez Garrido → Bembrive → Beade →
L12B Meixoeiro → Avda. Madrid (Estación de autobuses) → Pza. España → Policarpo Sanz → Camelias → Pza. América → Castelos →
L18 Gran Vía → Pza. España → Provincial → Sárdoma → Carneras →
Sábados, domingos y festivos: Únicamente H2 y L12B.